# Экземплярский, Василий Ильич
Василий Ильич Экземплярский (30 декабря 1874 [11 января 1875], Киев, Российская империя — 20 июня 1933, Киев, СССР) — религиозный философ и богослов, публицист, «опальный» профессор по кафедре нравственного богословия Киевской духовной академии, председатель Киевского религиозно-философского общества, издатель и главный редактор журнала «Христианская мысль».

## Биография
Родился 30 декабря 1874 (11 января 1875) года в семье законоучителя 1-й Киевской гимназии и Коллегии Павла Галагана, протоиерея Ильи Тихоновича Экземплярского (1836—1905), который в 1885 году овдовел и принял монашество с именем Иероним (вскоре хиротонисан во епископа Чигиринского и умер архиепископом Варшавским).
В 1896 году Василий Экземплярский окончил семинарию и поступил в Киевскую духовную академию. После окончания в 1901 году академии был в числе лучших студентов оставлен при ней для подготовки к профессуре. Кандидатскую диссертацию написал на тему «Библейское и святоотеческое учение о сущности священства» и как профессорский стипендиат работал над догматическим богословием под руководством профессора М. Ф. Ястребова.
В 1902 году стал приват-доцентом кафедры нравственного богословия Киевской духовной академии.
В 1904 году — защитил магистерскую диссертацию (под тем же названием, что и кандидатская) «Библейское и святоотеческое учение о сущности священства».
В 1909—1912 годах — постоянный участник Киевского религиозно-философского общества.
В 1912 году по настоянию архиепископа Антония (Храповицкого) Экземплярский был лишен кафедры. Поводом послужила его статья «Гр. Л. Н. Толстой и св. Иоанн Златоуст в их взгляде на жизненное значение заповедей Христовых». В ней автор, критикуя учение Толстого, в то же время отмечал и положительное значение его нравственной проповеди. Позже Экземплярский писал:

Меня не только не признали нужным выслушать, но даже не потребовали от меня никакого объяснения, так, как если бы дело было ясным само по себе и ни в каком пояснении не могло нуждаться
— За что меня осудили? — Киев, 1912. — С. 3.
В 1912—1918 годах — председатель Киевского религиозно-философского общества (КРФО).
В 1916—1917 годах Экземплярский состоял редактором-издателем киевского журнала «Христианская мысль», который объединил противников схоластических методов богословия (Бердяева, свящ. Боголюбова, Булгакова, Дроздова, Карташёва, Маккавейского, Рыбинского, Скабаллановича, Тареева и др.).
В 1917 году — восстановлен на кафедре в Киевской духовной академии.
Несмотря на слепоту, поразившую писателя к 1922 году, он всегда активно участвовал в церковно-общественной жизни. Решительно выступал против обновленчества, не принял «Декларацию» 1927 года митрополита Сергия (Страгородского).
Скончался в Киеве 20 июня 1933 года, похоронен рядом с архимандритом Спиридоном Кисляковым на Соломенском кладбище (участок № 10).

## Увлечения
Василий Ильич Экземплярский коллекционировал изображения Иисуса Христа в репродукциях с икон и произведений западных и русских художников. Таких репродукций у него было более 10000.
Часть коллекции «Лики Иисуса Христа в изображениях» профессора В. И. Экземплярского сохранили Глаголевы. Сохранившуюся часть коллекции Экземплярского (более тысячи листов) дочери священника Алексея Глаголева Мария и Магдалина подарили городу в лице Фонда содействия развитию искусств Украины. Место хранения коллекции Литературно-мемориальный музей Михаила Булгакова.

## Сочинения
- Библейское и святоотеческое учение о сущности священства. — Киев, 1904.
- За что меня осудили? — Киев, 1912.
- О направлении церковной реформы // Христианская мысль. — № 9-10, 11-12, 1917.
- Несколько слов о христианском юродстве и христианской силе.// Христианская мысль. — 1916. — № 11.
- Учение древней Церкви о собственности и милостыне. — Киев, 1910.
- Гр. Л. Н. Толстой и св. Иоанн Златоуст в их взгляде на жизненное значение заповедей Христовых //Приложение к книге «За что меня осудили?». — Киев, 1912.
- Христианское юродство и христианская сила (к вопросу о смысле жизни).// Христианская мысль. — 1916. — № 1-3.
- Тайна страданий и христианство. — СПб.: САТИСЪ, 1996.
- Евангелие Иисуса Христа перед судом Фр. Ницше. (Популярные чтения) // «Религия и жизнь». — Петроград, 1915.
- Свобода // Христианская мысль. — 1917. — № 3-4.
- К предстоящему Всероссийскому Поместному собору // Христианская мысль. — 1917. — № 7-8.
- Памяти Николая Николаевича Неплюева // Труды Киевской Духовной Академии. — 1908. — № 5,6,8.
- Евангелие и общественная жизнь (несколько слов о социальной стороне евангельской проповеди). — Киев, 1913.
- Старчество // Тайна страданий и христианство. — СПб.: САТИСЪ, 1996.
- Несколько мыслей по поводу защиты смертной казни в русской богословской литературе последнего времени. — Киев, 1907.
- К вопросу об отношении нравственности к политике// Труды Киевской Духовной Академии. — 1905. — № 11.
- Жизнь и свет: Богословские беседы / Ред. Егоров Н. Д., Терентьев Ю. С.. — М.: Изд-во ПСТГУ, 2009. — 288 с. — ISBN 978-5-7429-0403-8.